# 65692 Trifu
65692 Trifu este un asteroid din centura principală de asteroizi.

## Descriere
65692 Trifu este un asteroid din centura principală de asteroizi. A fost descoperit pe 12 septembrie 1991 la Tautenburg de Lutz Dieter Schmadel și Freimut Börngen. Asteroidul prezintă o orbită caracterizată de o semiaxă mare de 2,55 ua, o excentricitate de 0,20 și o înclinație de 6,3° în raport cu ecliptica.